# Karbid vápenatý
Karbid vápenatý, nebo též dikarbid vápenatý, karbid vápníku, či acetylid vápenatý (CaC2), se v přírodě vyskytuje jen zřídka, protože velmi snadno reaguje s vodou za vzniku ethynu (C2H2) a hydroxidu vápenatého (Ca(OH)2):
CaC2 + 2 H2O → C2H2 + Ca(OH)2
Jeho barva je od světlefialové přes hnědou až po tmavěšedou; zápachem se tato látka podobá česneku. Při reakci se vzdušnou vlhkostí se granule karbidu vápenatého pokrývají světlehnědou až světlesivou vrstvou hydroxidu vápenatého. Na lidský organismus nemá samotný acetylid vápenatý škodlivé účinky, ale při styku s vlhkou pokožkou se přeměňuje na hydroxid vápenatý, který má mírné leptavé účinky, následně dochází k úbytku vlhkosti a tedy vysušení pokožky, proto se nedoporučuje přicházet do přímého styku s acetylidem vápenatým.

## Výroba
Acetylid vápenatý se průmyslově vyrábí z koksu, uhlí a oxidu vápenatého při vysoké teplotě (cca 2 000 °C) bez přístupu vzduchu v elektrické obloukové peci. Tuto metodu vynalezli nezávisle na sobě T. L Willson a Henri Moissan v roce 1888 a 1892. Od svého vzniku nebyla změněna.
CaO + 3C → CaC2 + CO

## Použití
- Výroba ethynu
CaC2 + 2H2O → Ca(OH)2 + C2H2
- Výroba dusíkatého vápna
CaC2 + N2 → CaNCN + C
- V ocelářství
  - k odsíření železa
  - jako redukční činidlo
- Acetylenová lampa

Acetylid vápenatý je využíván v acetylenových lampách. Ze zásobníku pozvolna odkapává voda do vyvíječe, kde je umístěn karbid. Při vyvolané chemické reakci se uvolňují výpary ethynu, které následně stoupají lampou k ventilu umístěnému na jejím vrcholu, kde je plyn spalován. Před zavedením elektrického vedení byly hojně používanou formou osvětlení. Touto reakcí vzniklý hydroxid vápenatý, který je kontaminován zbytky ethynu (acetylenu), je označován jako acetylenové vápno případně karbidové vápno.

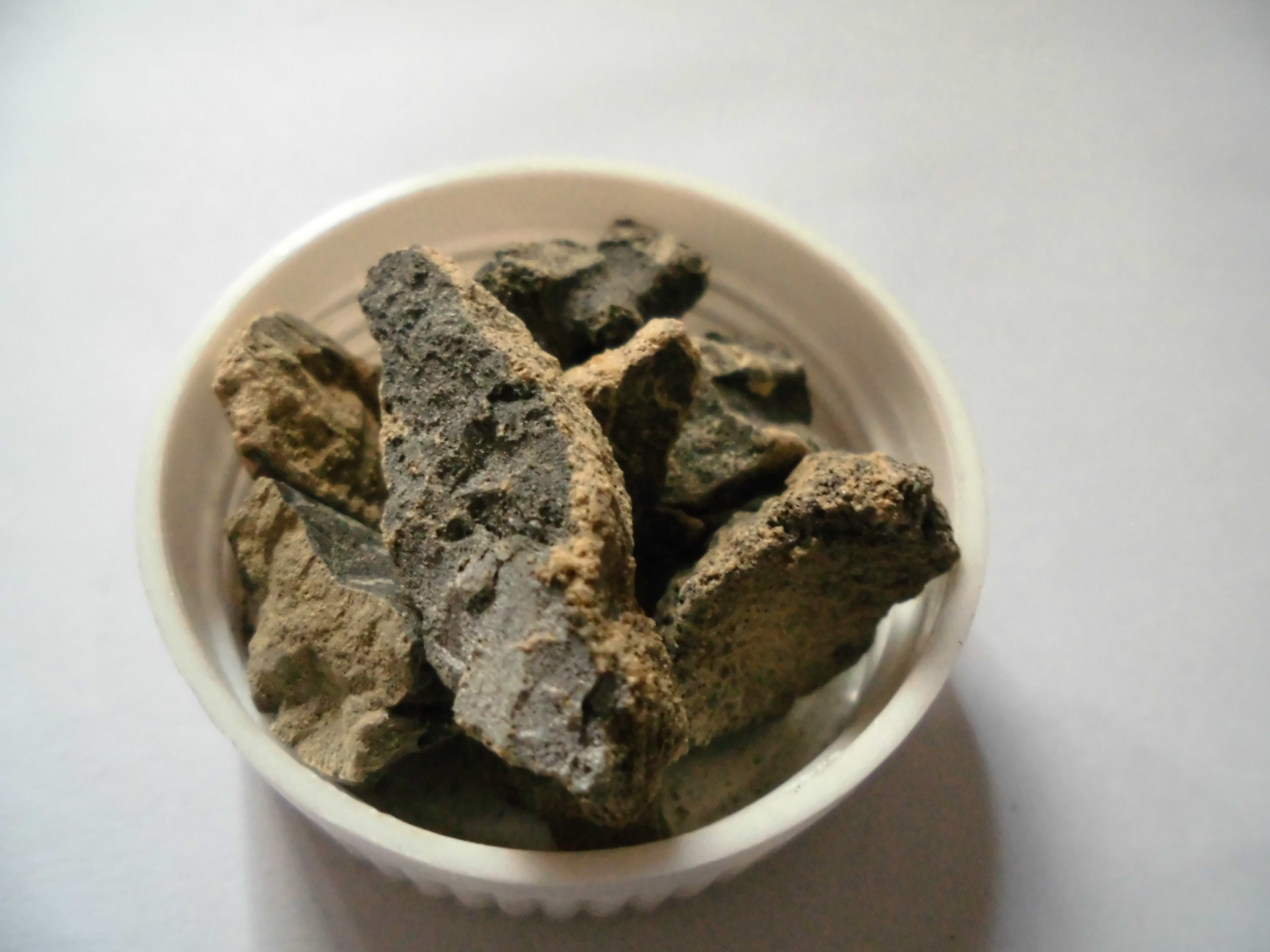
Karbid vápenatý v misce
- Reakce karbidu vápenatého s vodou